# Iglesia de la Virgen de la Inmaculada Concepción (Guallatire)
La iglesia de la Virgen de la Inmaculada Concepción es un templo católico ubicado  en el centro del Poblado de Guallatire en el altiplano, 210 km al este de Arica, dentro de la Reserva Nacional Las Vicuñas. Pertenece a la comuna de Putre, de la Provincia de Parinacota, dentro de la Región de Arica y Parinacota, Chile. Pertenece a la jurisdicción eclesiástica de la Diócesis de San Marcos de Arica,  Decanato Andino, Parroquia Virgen del Carmen de Belén. La iglesia fue dedicada a la Virgen María bajo la advocación de la Inmaculada Concepción, que es la patrona.
Es un templo de estilo barroco andino, construido en el siglo XIX a petición de la Comunidad, ya que la primitiva iglesia del siglo XVIII se encontraba distante de la localidad.
Pertenece a un grupo de templos católicos agrupados bajo la denominación «Iglesias del Altiplano», que postulan a ser declarados al Patrimonio Mundial de la UNESCO. Además, en el año 2012 el Gobierno de Chile lo declaró Monumento Nacional en la categoría Monumento Histórico.

## Historia

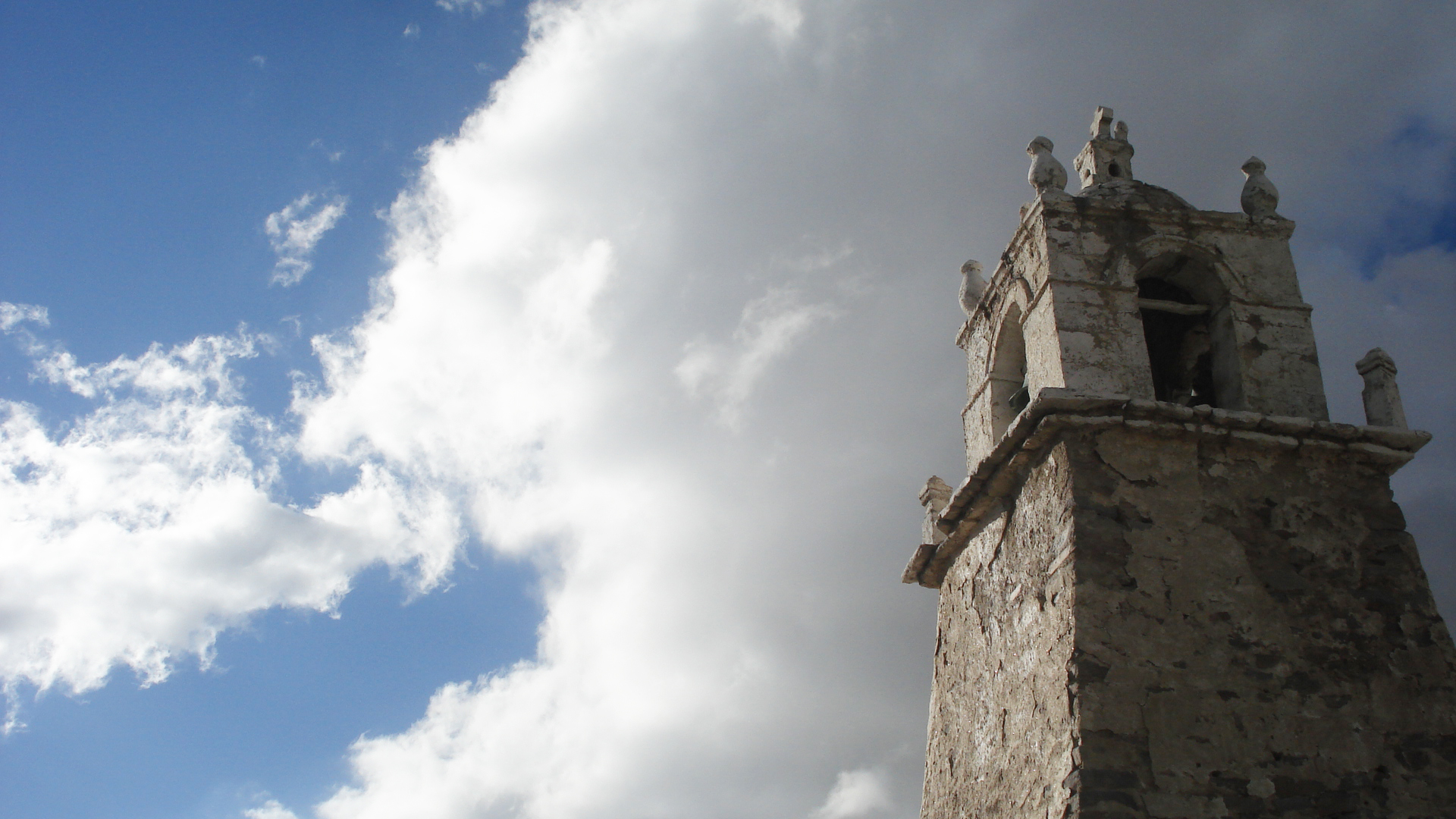
Vista de la torre campanario de la Iglesia de la Virgen de la Inmaculada Concepción de Guallatire.

La primera iglesia de la Inmaculada Concepción de Guallatire se ubicaba en el actual cementerio, separada del poblado, tal como lo indicaba la tradición española para los pueblos que tenían un origen anterior a su llegada, al otro lado del río y distante a más de cuatro cuadras. No obstante, algunas fuentes señalan la existencia de una iglesia más antigua, ubicada próxima a las faldas del Volcán Guallatire, en el sector denominado Puquios.

La nueva iglesia  fue construida a fines del siglo XIX por petición de la comunidad. Luego del llamado terremoto de Arica del año 1868, la iglesia original sufrió serios daños en su estructura. Los vecinos solicitaron autorización al obispo de Arequipa para reconstruirla, manteniendo la misma forma, pero ubicándola en medio del pueblo. Fundamentaban este cambio en las dificultades que significaba atravesar los dos brazos del Río Guallatire, cuestión que durante las fiestas se transformaba en causa de muchas enfermedades. El Obispo de Arequipa envió una carta en el año 1873 autorizando la edificación de la nueva iglesia. En diciembre de 1873 la construcción del nuevo templo ya se encontraba en ejecución. El nuevo templo fue bendecido el 19 de diciembre de 1873 por el párroco José Valbuena.
La Iglesia se mantuvo en buen estado y cuidada por la comunidad hasta mediados del siglo XX, cuando su población comenzó a abandonar el catolicismo y a optar por la religión evangélica. Por el descuido, el techo del templo fue colapsando. En 1940 se realizó una restauración importante, reemplazando  la techumbre con tijeras de eucaliptus y cubierta de caña trenzada, esterilla, barro y paja brava.

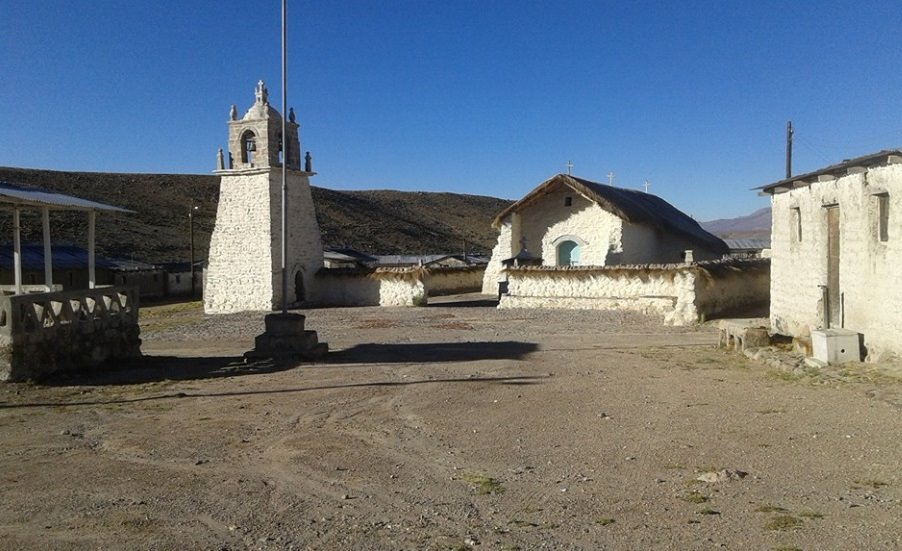
Iglesia de la Virgen de la Inmaculada Concepción de Guallatire

La Iglesia de Guallatire es parte de un conjunto mayor denominado "Iglesias del Altiplano", agregada en la Lista Tentativa de Bienes Culturales de Chile a ser postulados a la Lista de Patrimonio Mundial de la UNESCO, la que fue ingresada en el año 1998.
En el año 2010 la Fundación Altiplano Obispo Salas Valdés inició los trámites necesarios para la declaración de la Iglesia como Monumento Nacional en la categoría Monumento Histórico, proceso que culminó favorablemente mediante Decreto n.º 451, del 9 de octubre de 2012, del Ministerio de Educación.
En el año 2013 se aprobó un proyecto de restauración de este inmueble patrimonial por parte del Gobierno de Chile que considera el «rebaje y nivelación del terreno, desarmes, consolidación de muros y contafuertes y elementos estructurales, restauración de techumbre, adición de piedra labrada, arreglo del campanario, adición de luminarias y rescate de elementos decorativos del interior y exterior del templo».

## Descripción artística
La iglesia está hecha a base de adobe y piedra, y se estructura con una nave principal y un campanario de pináculos en las esquinas; todo el conjunto pintado de blanca cal.